# Pete Levin
Pete Levin (* 20. prosince 1942, Boston) je americký hudebník a hudební skladatel. Je starším bratrem hudebníka Tonyho Levina, na jehož několika albech také hrál; v roce 2014 spolu sourozenci nahráli společné album Levin Brothers. Byl dlouholetým členem orchestru Gila Evanse a řadu let rovněž spolupracoval s Jimmym Giuffrem. Během své kariéry spolupracoval s desítkami dalších hudebníků, mezi něž patří například David Sanborn, Wayne Shorter, Lew Soloff, Gerry Mulligan a John Scofield.

## Sólová diskografie
- The New Age of Christmas (1989)
- Masters in This Hall (1990)
- A Solitary Man (1990)
- Party in the Basement (1990)
- Deacon Blues (2007)
- Meditation (2008)
- Certified Organic (2008)
- Jump! (2010)